# 邓吉西克
邓吉西克（5世紀—469年）是一位匈人君主。他是阿提拉的次子。“邓吉西克”在古代突厥语中意思是“小海洋”，与蒙古语“成吉思汗”的语意相同。
在阿卡齐尔部落首领卡拉达齐逝世后，邓吉西克被阿提拉任命为该部落首领，据守乌克兰草原一带。454年，艾拉克阵亡，匈人帝国瓦解，异族附庸纷纷反叛，潘诺尼亚被东哥特人占据。463年，邓吉西克率军绕过斯皮德人的领地，突袭潘诺尼亚，驱逐了东哥特人，恢复匈人帝国。
469年，匈人势力被东哥特人逐出潘诺尼亚，邓吉西克被迫率部众沿多瑙河南下，攻打東羅馬帝国。途中遭東羅馬军队伏击阵亡，其首级送往君士坦丁堡示众。

## 家庭
- 曾祖父：烏爾丁
- 伯公：鲁吉拉
- 祖父：蒙杜克
- 伯伯：布列达
- 父：阿提拉
- 兄：艾拉克
- 弟：厄尔纳克